# Euroleague Basketball 2002-2003
L'Eurolega di pallacanestro 2002-2003 ha visto la vittoria dell'FC Barcelona. Joseph Blair venne nominato MVP della regular season, Mirsad Türkcan, venne nominato MVP della Top 16, infine Dejan Bodiroga, MVP e delle Final Four.

## Squadre partecipanti
| Italia - Fortitudo Bologna - Mens Sana Siena - Pall. Treviso - Virtus Bologna | Spagna - Barcellona - Real Madrid - Saski Baskonia - Málaga | Grecia - AEK Atene - Olympiakos - Panathīnaïkos | Francia - ASVEL - Pau-Lacq-Orthez | Jugoslavia - Budućnost - Partizan |
| Turchia - Efes Pilsen - Ülkerspor                                             | Croazia - Cibona Zagabria                                   | Germania - Alba Berlino                         | Israele - Maccabi Tel Aviv        | Lituania - Žalgiris Kaunas        |
| Polonia - Śląsk Breslavia                                                     | Russia - CSKA Mosca                                         | Slovenia - Olimpija Lubiana                     |                                   |                                   |

## Regular season

### Gruppo A
|    | Squadra          | Pld | W  | L  | PF   | PA   | Diff |
| -- | ---------------- | --- | -- | -- | ---- | ---- | ---- |
| 1. | Benetton Treviso | 14  | 11 | 3  | 1253 | 1108 | +147 |
| 2. | FC Barcelona     | 14  | 11 | 3  | 1137 | 1048 | +89  |
| 3. | Efes Pilsen      | 14  | 8  | 6  | 1072 | 998  | +74  |
| 4. | Skipper Bologna  | 14  | 8  | 6  | 1085 | 1087 | −2   |
| 5. | Cibona Zagabria  | 14  | 7  | 7  | 1066 | 1118 | −52  |
| 6. | Pau-Orthez       | 14  | 6  | 8  | 1076 | 1124 | −48  |
| 7. | ALBA Berlino     | 14  | 4  | 10 | 1064 | 1172 | −108 |
| 8. | AEK Atene        | 14  | 1  | 13 | 1000 | 1098 | −98  |

### Gruppo B
|    | Squadra             | Pld | W  | L  | PF   | PA   | Diff |
| 1. | Panathinaikos       | 14  | 11 | 3  | 1103 | 1039 | +64  |
| 2. | Tau Vitoria         | 14  | 9  | 5  | 1126 | 1090 | +36  |
| 3. | Olimpija Lubiana    | 14  | 9  | 5  | 1105 | 1052 | +53  |
| 4. | Unicaja Málaga      | 14  | 7  | 7  | 1060 | 1058 | +2   |
| 5. | Maccabi Tel Aviv    | 14  | 7  | 7  | 1129 | 1081 | +48  |
| 6. | Montepaschi Siena   | 14  | 6  | 8  | 1132 | 1092 | +40  |
| 7. | Žalgiris Kaunas     | 14  | 5  | 9  | 1141 | 1195 | −54  |
| 8. | Budućnost Podgorica | 14  | 2  | 12 | 1108 | 1297 | −189 |

### Gruppo C
|    | Squadra            | Pld | W  | L  | PF   | PA   | Diff |
| 1. | CSKA Mosca         | 14  | 12 | 2  | 1148 | 1004 | +144 |
| 2. | Ülker Istanbul     | 14  | 10 | 4  | 1115 | 1064 | +51  |
| 3. | Olympiacos         | 14  | 7  | 7  | 1066 | 1041 | +25  |
| 4. | Virtus Bologna     | 14  | 6  | 8  | 1102 | 1119 | −17  |
| 5. | ASVEL Villeurbanne | 14  | 6  | 8  | 1114 | 1138 | −24  |
| 6. | Real Madrid        | 14  | 6  | 8  | 1094 | 1113 | −19  |
| 7. | Idea Śląsk Wrocław | 14  | 5  | 9  | 1039 | 1125 | −86  |
| 8. | Partizan Belgrado  | 14  | 4  | 10 | 1109 | 1183 | −72  |

## Top 16

### Gruppo D
|    | Squadra         | Pld | W | L | PF  | PA  | Diff |
| -- | --------------- | --- | - | - | --- | --- | ---- |
| 1. | CSKA Mosca      | 6   | 5 | 1 | 499 | 399 | +100 |
| 2. | Efes Pilsen     | 6   | 4 | 2 | 425 | 431 | −6   |
| 3. | Cibona Zagabria | 6   | 2 | 4 | 447 | 499 | −52  |
| 4. | CB Málaga       | 6   | 1 | 5 | 474 | 516 | −42  |

### Gruppo E
|    | Squadra           | Pld | W | L | PF  | PA  | Diff |
| -- | ----------------- | --- | - | - | --- | --- | ---- |
| 1. | Montepaschi Siena | 6   | 4 | 2 | 510 | 484 | +26  |
| 2. | Skipper Bologna   | 6   | 3 | 3 | 450 | 448 | +2   |
| 3. | Panathinaikos     | 6   | 3 | 3 | 482 | 506 | −24  |
| 4. | Ülker Istanbul    | 6   | 2 | 4 | 480 | 484 | −4   |

### Gruppo F
|    | Squadra          | Pld | W | L | PF  | PA  | Diff |
| -- | ---------------- | --- | - | - | --- | --- | ---- |
| 1. | Benetton Treviso | 6   | 6 | 0 | 522 | 452 | +70  |
| 2. | Maccabi Tel Aviv | 6   | 4 | 2 | 537 | 477 | +60  |
| 3. | Tau Vitoria      | 6   | 2 | 4 | 502 | 516 | −14  |
| 4. | Virtus Bologna   | 6   | 0 | 6 | 448 | 564 | −116 |

### Gruppo G
|    | Squadra            | Pld | W | L | PF  | PA  | Diff |
| -- | ------------------ | --- | - | - | --- | --- | ---- |
| 1. | FC Barcelona       | 6   | 5 | 1 | 448 | 424 | +24  |
| 2. | Olympiacos         | 6   | 3 | 3 | 427 | 419 | +8   |
| 3. | Olimpija Lubiana   | 6   | 3 | 3 | 445 | 438 | +7   |
| 4. | ASVEL Villeurbanne | 6   | 1 | 5 | 436 | 475 | −39  |

## Final Four

### Semifinali
|  | Montepaschi Siena | 62 – 65 | Benetton Treviso | Palau Sant Jordi, Barcellona | 9 maggio 2003 |

|  | FC Barcelona | 76 – 71 | CSKA Mosca | Palau Sant Jordi, Barcellona | 9 maggio 2003 |

### Finale 3º/4º posto
|  | CSKA Mosca | 78 – 79 | Montepaschi Siena | Palau Sant Jordi, Barcellona | 11 maggio 2003 |

### Finale 1º/2º posto
|  | FC Barcelona | 76 – 65 | Benetton Treviso | Palau Sant Jordi, Barcellona | 11 maggio 2003 |

| Eurolega 2002-2003   |
| -------------------- |
| Barcellona 1º titolo |

## Formazione vincitrice
| N° | Naz.                   | Ruolo | Sportivo             |  | Alt. |  |
| -- | ---------------------- | ----- | -------------------- |  | ---- |  |
| 5  | Spagna (bandiera)      | P     | Nacho Rodríguez      |  | 186  |  |
| 6  | Spagna (bandiera)      | C     | Alfons Alzamora      |  | 206  |  |
| 7  | Italia (bandiera)      | AG    | Gregor Fučka         |  | 215  |  |
| 8  | Germania (bandiera)    | C     | Patrick Femerling    |  | 215  |  |
| 9  | Spagna (bandiera)      | AP    | César Bravo          |  | 200  |  |
| 10 | Jugoslavia (bandiera)  | AP    | Dejan Bodiroga       |  | 205  |  |
| 11 | Spagna (bandiera)      | G     | Juan Carlos Navarro  |  | 192  |  |
| 12 | Spagna (bandiera)      | C     | Roberto Dueñas       |  | 221  |  |
| 13 | Lituania (bandiera)    | P     | Šarūnas Jasikevičius |  | 193  |  |
| 14 | Spagna (bandiera)      | AP    | Rodrigo de la Fuente |  | 200  |  |
| 15 | Brasile (bandiera)     | C     | Anderson Varejão     |  | 208  |  |
| 16 | Paesi Bassi (bandiera) | C     | Remon van de Hare    |  | 220  |  |
|    | Jugoslavia (bandiera)  | All.  | Svetislav Pešić      |  |      |  |

## Premi

### Riconoscimenti individuali
- Euroleague MVP:  Joseph Blair,  Ülker Istanbul
- MVP Top 16:  Mirsad Türkcan,  Montepaschi Siena
- Euroleague Final Four MVP:  Dejan Bodiroga,  FC Barcelona
- Miglior giovane (under-22):  Antōnīs Fōtsīs,  Panathinaikos

### Quintetti ideali
- All-Euroleague First Team:
  -  Tyus Edney,  Benetton Treviso
  -  Alphonso Ford,  Montepaschi Siena
  -  Dejan Bodiroga,  FC Barcelona
  -  Jorge Garbajosa,  Benetton Treviso
  -  Victor Alexander,  CSKA Mosca
- All-Euroleague Second Team:
  -  Miloš Vujanić,  Partizan Belgrado
  -  Marcus Brown,  Efes Pilsen
  -  Andrés Nocioni,  TAU Vitoria
  -  Mirsad Türkcan,  Montepaschi Siena
  -  Nikola Vujčić,  Maccabi Tel Aviv